# Pravda
Pravda (latinsko ius, canon, census, nemško Recht, Zins) »tisto, kar je prav« izvira iz praslovanščine.

 Izraz še danes najdemo v več slovanskih jezikih. V slovenščini je pravda ohranjala, pridobivala in izgubljala pomene. Pomenila je postavo, pravico, pravičnost, izrek o pravici, sodni zbor, sodišče, pravdni postopek nasploh in posamezen poces, podložniško dajatev.
 V brižinskih spomenikih je pravdna izpoved resnična izpoved, nepravdna rota pa kriva prisega. 

## Pravda - dajatev
je skupen slovenski izraz za naturalne ali denarne dajatve vladarju oziroma zemljiškemu gospodu, ki pa ne zajema desetine. Pravda je bila znak podložnosti in se je plačevala zemljiškemu gospodu v naturalijah (največ v žitu), kasneje pa tudi v denarju kot redna letna dajatev. 
Razen pravde so bili podložniki dolžni plačevati tudi »male pravde«, razne dajatve v jajcih, pogačah, perutnini in podobno. Te dajatve so včasih veljale kot poklon.
 Obstajale pa so še druge pravde v prid zemljiškim gospodstvom, kot gozdna pravda (nem. Forstrecht), ki jo je bilo treba plačevati od gozdnega sveta. Od uporabe pašnikov so zaračunavali polagaj (nem.Forsthaber)
Višina vseh teh pravd je bila nekako od 13. stoletja zabeležena v urbarjih za vsako kmetijo posebej skupaj s  tlako. Urbarji so se sestavljali večkrat. Razvoj dajetev je šel v smeri zmanjševanja tlake k povečevanju naturalnih dajatev, potem pa v povečevanje denarnih dajatev. Ob razvrednotenju denarja, so se naturalne dajatve ponovno povečale. V kmečkih uporih v 16. stoletju so se kmetje bojevali »za staro pravdo«, torej za njihovo višino, kot je bila določena prej.